# Saverio Crosa
Saverio Crosa (1801 – 1900) è stato un politico italiano.

## Biografia
Fu Deputato del Regno di Sardegna in tre legislature, eletto nel collegio di Chivasso. Fu, inoltre, Sindaco di Chivasso nel 1857.